# Eublemma siticulosa
Eublemma siticulosa is een vlinder van de familie van de spinneruilen (Erebidae). De wetenschappelijke naam van deze soort is voor het eerst voorgesteld als Thalpochares siticulosa door Julius Lederer in een publicatie uit 1858.

## Verspreiding
De soort komt voor in Egypte (Sinaï), Syrië, Israël, Palestijnse gebieden, Jordanië, Irak, Iran, Saudi-Arabië, Bahrein, de Verenigde Arabische Emiraten en Oman.

## Biologie
In Israël vliegt deze vlinder in één generatie van maart tot in mei waar het zich ophoudt in woestijnachtige gebieden met Acacia's.